# Yaginumaella wenxianensis
Yaginumaella wenxianensis es una especie de araña saltarina del género Yaginumaella, familia Salticidae. Fue descrita científicamente por Tang & Yang en 1995.
Habita en China. El holotipo masculino mide 4,78 mm y el paratipo femenino 5,72 mm.